# Liga de Fútbol de Tayikistán 2022
La Liga de Fútbol de Tayikistán 2022 fue la 31.ª de la Liga de fútbol de Tayikistán, la máxima categoría de Tayikistán. La temporada comenzó el 2 de abril y terminó el 27 de noviembre.

## Formato
Los 10 equipos jugaron una primera ronda en sistema todos contra todos a ida y vuelta (18 fechas), luego del primero al quinto puesto avanzaron al Grupo Campeonato donde los puntos y goles de la primera fase se conservaron, jugaron una sola vuelta de partidos (4 fechas), el primero lugar fue declarado campeón. Del sexto al décimo lugar avanzaron al Grupo Descenso donde los puntos y goles de la primera fase se conservaron, jugaron una sola vuelta de partidos (4 fechas) y los dos últimos descendieron de categoría.

## Equipos participantes
| Equipo            | Ciudad      | Estadio                | Capacidad |
| ----------------- | ----------- | ---------------------- | --------- |
| CSKA Pamir        | Dusambé     | CSKA                   | 7000      |
| Eskhata           | Juyand      | 20-Letie Nezavisimosti | 20 000    |
| Fayzkand          | Kulob       | Central                |           |
| Istaravshan       | Istaravshan | Central Stadium        | 20 000    |
| Istiklol          | Dusambé     | Central Republicano    | 24 000    |
| Khatlon           | Bokhtar     | Tsentralnyi            | 10 000    |
| Khujand           | Juyand      | 20-Letie Nezavisimosti | 20 000    |
| Ravshan Kulob     | Kulob       | Central                |           |
| Ravshan Zafarobod | Zafarobod   |                        |           |
| Regar-TadAZ       | Tursunzoda  | TALCO Arena            | 10 000    |

## Temporada regular

### Clasificación
| Pos. | Equipo            | Pts. | PJ | G  | E | P  | GF | GC | Dif. | Clasificación    |
| ---- | ----------------- | ---- | -- | -- | - | -- | -- | -- | ---- | ---------------- |
| 1    | Istiklol          | 39   | 18 | 11 | 6 | 1  | 38 | 11 | +27  | Grupo Campeonato |
| 2    | Khatlon           | 28   | 18 | 7  | 7 | 4  | 16 | 11 | +5   | Grupo Campeonato |
| 3    | Ravshan Kulob     | 28   | 18 | 7  | 7 | 4  | 20 | 17 | +3   | Grupo Campeonato |
| 4    | Khujand           | 27   | 18 | 7  | 6 | 5  | 21 | 13 | +8   | Grupo Campeonato |
| 5    | CSKA Pamir        | 25   | 18 | 7  | 4 | 7  | 22 | 24 | −2   | Grupo Campeonato |
| 6    | Istaravshan       | 22   | 18 | 6  | 4 | 8  | 23 | 19 | +4   | Grupo Descenso   |
| 7    | Fayzkand          | 22   | 18 | 6  | 4 | 8  | 18 | 29 | −11  | Grupo Descenso   |
| 8    | Eskhata           | 20   | 18 | 5  | 5 | 8  | 22 | 29 | −7   | Grupo Descenso   |
| 9    | Ravshan Zafarobod | 19   | 18 | 4  | 7 | 7  | 19 | 34 | −15  | Grupo Descenso   |
| 10   | Regar-TadAZ       | 13   | 18 | 3  | 4 | 11 | 13 | 25 | −12  | Grupo Descenso   |

 Fuente: Soccerway
Notas:
1. 1 2  Puntos en partidos directos: Khatlon 4, Ravshan Kulob 1.
2. 1 2  Puntos en partidos directos: Istaravshan 6, Fayzkand 0.

### Resultados
| Local \ Visitante | CPD | ESK | FAY | ISA | IST | KHA | KJD | KUL | REG | ZAF |
| ----------------- | --- | --- | --- | --- | --- | --- | --- | --- | --- | --- |
| CSKA Pamir        | —   | 1–4 | 1–2 | 1–1 | 1–1 | 0–3 | 1–0 | 1–2 | 1–0 | 1–2 |
| Eskhata           | 3–2 | —   | 1–3 | 0–3 | 1–1 | 0–0 | 1–0 | 1–1 | 1–0 | 2–2 |
| Fayzkand          | 2–2 | 1–3 | —   | 0–5 | 1–3 | 0–1 | 0–0 | 0–0 | 2–1 | 2–1 |
| Istaravshan       | 1–2 | 2–1 | 1–0 | —   | 1–1 | 0–0 | 0–1 | 3–0 | 0–1 | 2–2 |
| Istiklol          | 0–1 | 2–0 | 3–1 | 3–0 | —   | 1–0 | 1–1 | 2–0 | 3–1 | 7–0 |
| Khatlon           | 0–2 | 3–2 | 0–0 | 2–1 | 1–1 | —   | 0–0 | 3–1 | 0–1 | 1–0 |
| Khujand           | 1–2 | 1–1 | 3–0 | 1–0 | 1–2 | 1–0 | —   | 0–0 | 1–1 | 3–0 |
| Ravshan Kulob     | 1–0 | 2–0 | 3–0 | 1–0 | 0–0 | 1–1 | 2–3 | —   | 2–0 | 1–1 |
| Regar-TadAZ       | 1–1 | 3–1 | 0–1 | 1–2 | 1–3 | 0–1 | 0–3 | 0–1 | —   | 2–2 |
| Ravshan Zafarobod | 0–2 | 2–0 | 1–3 | 2–1 | 0–4 | 0–0 | 2–1 | 2–2 | 0–0 | —   |

## Grupo Campeonato

### Clasificación
| Pos. | Equipo        | Pts. | PJ | G  | E | P  | GF | GC | Dif. | Clasificación                          |
| ---- | ------------- | ---- | -- | -- | - | -- | -- | -- | ---- | -------------------------------------- |
| 1    | Istiklol (C)  | 48   | 22 | 14 | 6 | 2  | 46 | 13 | +33  | Fase de grupos de la Liga de Campeones |
| 2    | Ravshan Kulob | 35   | 22 | 9  | 8 | 5  | 26 | 23 | +3   | Fase de grupos de la Copa AFC          |
| 3    | Khujand       | 34   | 22 | 9  | 7 | 6  | 29 | 18 | +11  | Ronda preliminar de la Copa AFC        |
| 4    | Khatlon       | 34   | 22 | 9  | 7 | 6  | 23 | 17 | +6   |                                        |
| 5    | CSKA Pamir    | 25   | 22 | 7  | 4 | 11 | 26 | 38 | −12  |                                        |

 Fuente: Soccerway
Notas:
1. ↑  Dado que el campeón de la Copa de Tayikistán 2022 (Istiklol) se clasificó a la Liga de Campeones mediante su posición en la Liga de Fútbol de Tayikistán, el cupo que otorga dicho torneo en la Copa AFC fue cedido al segundo puesto de este campeonato.[2]
2. 1 2  Puntos en partidos directos: Khujand 7, Khatlon 1.

### Resultados
| Local \ Visitante | CPD | IST | KHA | KJD | KUL |
| ----------------- | --- | --- | --- | --- | --- |
| CSKA Pamir        | —   | 1–5 | —   | —   | 0–2 |
| Istiklol          | —   | —   | 1–0 | 2–0 | —   |
| Khatlon           | 4–3 | —   | —   | —   | 3–0 |
| Khujand           | 3–0 | —   | 2–0 | —   | —   |
| Ravshan Kulob     | —   | 1–0 | —   | 3–3 | —   |

## Grupo Descenso

### Clasificación
| Pos. | Equipo                | Pts. | PJ | G | E | P  | GF | GC | Dif. | Clasificación         |
| ---- | --------------------- | ---- | -- | - | - | -- | -- | -- | ---- | --------------------- |
| 1    | Fayzkand              | 28   | 22 | 8 | 4 | 10 | 25 | 34 | −9   |                       |
| 2    | Eskhata               | 27   | 22 | 7 | 6 | 9  | 29 | 32 | −3   |                       |
| 3    | Regar-TadAZ           | 25   | 22 | 7 | 4 | 11 | 23 | 26 | −3   |                       |
| 4    | Istaravshan (D)       | 25   | 22 | 7 | 4 | 11 | 26 | 27 | −1   | Descenso de categoría |
| 5    | Ravshan Zafarobod (D) | 20   | 22 | 4 | 8 | 10 | 21 | 46 | −25  | Descenso de categoría |

 Fuente: Soccerway
Notas:
1. 1 2  Puntos en partidos directos: Regar-TadAZ 6, Istaravshan 3.[3]

### Resultados
| Local \ Visitante | ESK | FAY | ISA | REG | ZAF |
| ----------------- | --- | --- | --- | --- | --- |
| Eskhata           | —   | —   | 3–0 | —   | 1–1 |
| Fayzkand          | 0–2 | —   | —   | 0–1 | —   |
| Istaravshan       | —   | 1–3 | —   | —   | 2–0 |
| Regar-TadAZ       | 2–1 | —   | 2–0 | —   | —   |
| Ravshan Zafarobod | —   | 1–4 | —   | 0–5 | —   |